# Totální syntéza
Totální syntéza je úplná chemická syntéza složitých molekul, často přírodních látek, z jednoduchých a komerčně dostupných výchozích látek. Často se sem započítávají postupy nevyužívající biologické procesy. Syntézou může vznikat meziprodukt dalších syntetických postupů vedoucích k požadované molekule, takovéto případy se označují jako formální syntézy. Cíli totálních syntéz mohou být přírodní látky, lékařsky významné aktivní sloučeniny, již známé meziprodukty, i molekuly, jež jsou předměty teoretického výzkumu. Mezi cílové molekuly totálních syntéz ojediněle patří i organokovové a anorganické sloučeniny.
Totální syntézy často zahrnují široké spektrum reakcí a reaktantů a k úspěšnému provedení tak vyžadují rozsáhlé chemické znalosti.
Úkolem často bývá nalezení nového způsobu přípravy molekuly, u které již jsou nějaké způsoby přípravy známy. V řadě případů však takový postup není znám a jedná se tedy o hledání prvního postupu. Totální syntézy mají význam ohledně objevů nových druhů chemických reakcí a reaktantů, rovněž i pro výrobu léčiv.

## Rozsah a definice
Totálními syntézami se připravuje řada skupin sloučenin, jako jsou například terpeny, alkaloidy, polyketidy a polyethery.
Cíli totálních syntéz jsou často látky, které také vznikají v rostlinách, mořských organismech nebo v houbách. Méně často se označení totální syntéza používá pro umělé přípravy přírodních polypeptidů a polynukleotidů, například v roce 1954 byly připraveny peptidové hormony oxytocin a vazopresin.
Přírodní látky, které mají být syntetizovány, často obsahují několik různých druhů struktur.

## Úkoly
Moderní totální syntézy jsou většinou předměty akademického výzkumu. Potřeby chemického průmyslu se často liší od akademických zaměření. Průmyslové postupy obvykle z  části využívají poznatky z laboratorních syntéz, obzvláště při provádění částečných syntéz léčiv. Často se objevují diskuze o akademickém významu totálních syntéz.
Pohled na totální syntézu se za několik posledních desetiletí změnil, totální syntézy se stále vyvíjí a jsou důležitými součástmi chemického výzkumu.
V rámci těchto změn roste zájem o zlepšení praktické využitelnosti totálních syntéz. Skupina, kterou vedl Phil S. Baran, našla vysoce účinné syntézy proveditelné v různých měřítkách i mimo laboratoře.

## Historie

Totální syntéza vitaminu B_{12}: Retrosyntetická analýza Woodwardovy–Eschenmoserovy totální syntézy popsané v roce 1972. Rozbor byl proveden takovým způsobem, aby bylo možné podle něj později provést samotnou syntézu vitaminu. Vitamin B_{12} (I) byl získán navázáním postranního řetězce. Potřebný prekurzor, kyselina kobyrová, (II), se následně stal cílovou molekulou, „korrinovým jádrem“, jehož příprava se ukázala být proveditelnou dvěma způsoby, a v „západní části“ se spojily kruhy A a D (III) a ve „východní“ kruhy B a C (IV). Výchozí materiál tak musel obsahovat tyto dvě komplexní části V–VIII.

Friedrich Wöhler zjistil v roce 1828, že močovina, tedy organická sloučenina, může být připravena z anorganických výchozích látek. Šlo o významný okamžik v dějinách chemie, kdy se ukázalo, že lze z anorganických prekurzorů získat látku, která byla do té doby známa pouze jako vedlejší produkt biologických procesů. Wöhler připravil močovinu reakcí kyanatanu stříbrného s chloridem amonným:
AgNCO + NH4Cl → (NH2)2CO + AgCl
Haller a Blanc připravili kafr, do té doby nákladně získávaný z přírodních zdrojů, z kyseliny kafrové, jejíž struktura ovšem nebyla známa. Poté, co finský chemik Gustav Komppa v roce 1904 vytvořil kyselinu kafrovou reakcí diethyloxalátu a kyseliny 3,3-dimethylpentanové, bylo možné ze struktury prekurzorů odvodit složitou cyklickou strukturu. Komppův objev umělé syntézy kafru umožnil jeho průmyslovou výrobu, zahájenou roku 1907.
Robert Burns Woodward vyvinul totální syntézy řady složitých organických sloučenin, jako například cholesterol, kortizonu, strychninu, kyseliny lysergové, reserpinu, chlorofylu, kolchicinu, vitaminu B12 a prostaglandinu F-2a.
Vincent du Vigneaud V roce 1955 získal Nobelovu cenu za chemii za totální syntézu polypeptidových hormonů oxytocinu a vazopresinu.
Elias James Corey získal Nobelovu cenu v roce 1990 za celoživotní příspěvek k totálním syntézám a za objev retrosyntetické analýzy.

## Příklady
Jako příklad lze uvést totální syntézu chininu, již provedli Robert Burns Woodward a William von Eggers Doering roku 1944, přičemž předtím proběhlo během 150 let několik pokusů o částečné syntézy.